# Filip (germà de Perseu)
Filip (en grec antic Φίλιππος "Phillipos")fou un príncep de Macedònia, fill de Filip V de Macedònia d'un darrer matrimoni i germanastre de Perseu de Macedònia. Era molt més jove que aquest, que el va adoptar com a fill i el va considerar el seu hereu, fins i tot després del naixement d'un fill propi de nom Alexandre Perseu.
Filip va ocupar diversos lloc preeminents a la cort macedònia. Després de la derrota decisiva a la batalla de Pidna va acompanyar a Perseu en la seva fugida, fins a refugiar-se a Samotràcia, on finalment els dos es van rendir al cònsol romà Gneu Octavi. Va formar part dels presoners exhibits al triomf de Luci Emili Paulus Macedònic el 167 aC i després empresonat a Alba Fucens, on va sobreviure per poc temps al seu germà i pare adoptiu. En parlen Titus Livi, Plutarc i Joan Zonaràs. Segons Polibi només tenia 18 anys quan va morir.